# Paragem de Jafafe
A Paragem de Jafafe foi uma gare ferroviária do Ramal de Aveiro, que servia as aldeias de Jafafe de Cima e Jafafe de Baixo, no Distrito de Aveiro, em Portugal.

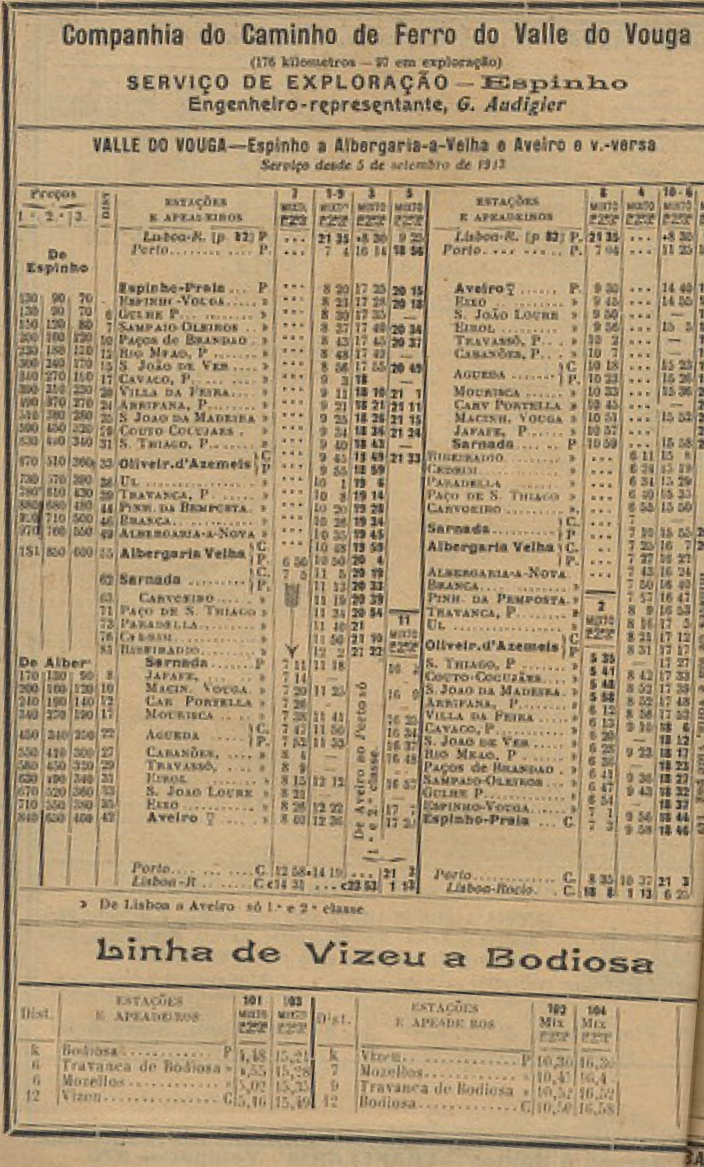
Horário da rede do Vouga em 1913, incluindo a paragem de Jafafe.

## História
Em 8 de Setembro de 1911, foi inaugurado o troço de Albergaria-a-Velha a Aveiro. (Em 1 de Janeiro de 1947, a Companhia dos Caminhos de Ferro Portugueses passaria a explorar a rede ferroviária do Vouga.)
Jafafe consta já dos horários da Linha do Vouga em 1913, mas não figura nos de 1939, tendo sido encerrado entretanto.